# Art rupestre du bassin méditerranéen de la péninsule Ibérique
L'art rupestre du bassin méditerranéen de la péninsule Ibérique ou art levantin est un bien culturel inscrit à la liste du patrimoine mondial de l'Unesco en 1998. Il s'agit d'un ensemble de sites d'art rupestre de la moitié orientale de l'Espagne, remarquable par un nombre élevé de sites qui en fait la plus grande concentration en Europe. Sa dénomination fait allusion au bassin méditerranéen : même si quelques sites sont situés à proximité de la mer, la plupart d'entre eux sont à l'intérieur, dans des communautés comme l'Aragón ou Castille-La Manche.
Chronologiquement, cet art se situe entre 10 000 et 6 500 ans av. J.-C. La disparition de cet art coïncide avec le début de l'art schématique ibérique (6 500 à 3 500 ans av. J.-C.), expression elle aussi des croyances des peuples d'agriculteurs et éleveurs, radicalement différents des groupes de chasseurs-cueilleurs auteurs de l'art levantin, avec une tendance à l'abstraction, comme on peut le vérifier dans les zones où ces deux arts cohabitent. Actuellement et sur la base de nouvelles découvertes dans les terres d'Alicante, on croit que ce type d'art est le fait de groupes de la période Néolithique et qu'il a fleuri à l'âge des métaux. Certaines datations par le carbone 14 situent ces peintures autour de 5 600 ans av. J.-C., pouvant arriver, comme à La Gasulla, à la fin de l'âge du Bronze, presque au début du premier millénaire av. J.-C.

## Historique
L'art rupestre du bassin méditerranéen ibérique a été découvert pour la première fois dans la province de Teruel en 1903. Juan Cabre fut le premier qui étudia cet art, le définissant comme un art paléolithique régional. Plus tard on a considéré qu'il pourrait être un art parallèle à celui des peintures des groupes paléolithiques rencontrés dans les grottes. Dans ce cas, il aurait été l'œuvre d'un hypothétique groupe capsien provenant du nord de l'Afrique. 
Antonio Beltrán Martínez (es) fut le premier à attribuer cet art à des groupes épipaléolithiques ou mésolithiques, situant son apogée à l'époque néolithique. Acceptant la datation post-paléolithique, Ripio établit dans les années 1960 un nouveau schéma chronologique. Il divisa cet art en quatre périodes : naturaliste, statique stylisée, dynamique stylisée et une ultime phase de transition vers la schématisation.

## Caractéristiques
L'art du Levant s'exprime fondamentalement par des peintures. Son centre d'intérêt est la vie de l'homme qui est toujours représenté de façon très simplifiée. Il n'y a pas de hiérarchie dans les scènes. On devine la tentative du peintre de disposer les éléments de sa peinture dans l'espace. Un exemple clair de cet art est le panneau appelé Les danseurs de Cogul (es) dans lequel on peut voir comment est représenté le mouvement.
La figure humaine (anthropomorphisme) qui est rare dans l'art paléolithique acquiert dans l'art levantin une grande importance. On peut voir que c'est très fréquemment le thème principal, et quand elle apparaît en même temps que les animaux, on voit clairement que c'est la figure humaine qui les domine. Les scènes montrent des hommes réalisant des activités communes à cette période comme la chasse, la danse, les luttes, ou exécutant des travaux agricoles, de domestication d'animaux, de récolte de miel, etc. Dans la représentation du corps humain, il existe des dessins de têtes avec certaines caractéristiques : piriformes, hémisphériques et ovoïdes. On peut aussi discerner quelques traits faciaux, incluant la barbe et les cheveux pour certains. Ils sont représentés dévêtus au moins pour le thorax et quelquefois avec une espèce de pantalon. En quelques occasions, le sexe est visible et il existe des représentations phalliques. 
Les instruments habituellement représentés dans les peintures sont des flèches, des bâtons, des carquois et des sacs. Ces objets sont toujours associés à la figure humaine. 
La végétation est très peu traitée dans l'art levantin. La nature est bien présente et surtout la faune (zoomorphisme). Sur certaines peintures, on retrouve certaines des espèces actuelles : cervidés, capridés (animaux les plus représentés dans les illustrations), bovidés (ils sont très douteux et il s'agit plutôt d'une interprétation), qui apparaissent seuls ou groupés en troupeaux. De rares fois sont représentés des chiens et ceux-ci apparaissent participant à une scène de chasse (Barranc de la Palla). La représentation des animaux est très curieuse car les animaux sont habituellement tracés de profil mais avec les cornes et les sabots de face.

## Localisation
L'ensemble de l'art rupestre du bassin méditerranéen est réparti sur des sites depuis les Pyrénées jusqu'à la province de Grenade, dans les communautés autonomes de Catalogne, Aragón, Castille-La Manche, Murcie, la Communauté valencienne et l'Andalousie. Il avait été déclaré Bien d'Intérêt Culturel en 1985. Une des communes où les peintures rupestres se rencontrent dans le meilleur état est Ulldecona, province de Tarragone. À Ulldecona on trouve également le plus grand ensemble de peintures rupestres de toute la Catalogne. Ce petit village accueille un centre d'interprétation de l'art rupestre équipé des techniques les plus récentes.
Les peintures se trouvent dans des abris sous roche (protégés par une corniche naturelle) et non dans des grottes. La lumière du soleil peut y pénétrer sans difficulté. Il n'existe pas une préférence claire sur le lieu où elles figurent : ce peut être dans la partie médiane ou haute de ces abris. Du fait de leur situation, ces peintures sont en général assez mal conservés.

### Liste des sites protégés
Il s'agit d'un ensemble de d'abris sous roche, grottes, cavités ou ravins (barrancos) dans lesquels on trouve des représentations figuratives qui vont de tracés géométriques à des scènes de chasse, récolte, danse ou guerre, contenant des figures humaines et des animaux.
Les sites sont distribués géographiquement de la manière suivante entre les 16 provinces et les 6 communautés autonomes déjà mentionnées :
- Catalogne : 60 sites.
  - Province de Tarragone : 39 sites.
  - Province de Lérida : 16 sites.
  - Province de Barcelone : 5 sites.

- Aragon : 132 sites.
  - Province de Teruel : 67 sites.
  - Province de Huesca : 47 sites.
  - Province de Saragosse : 18 sites.

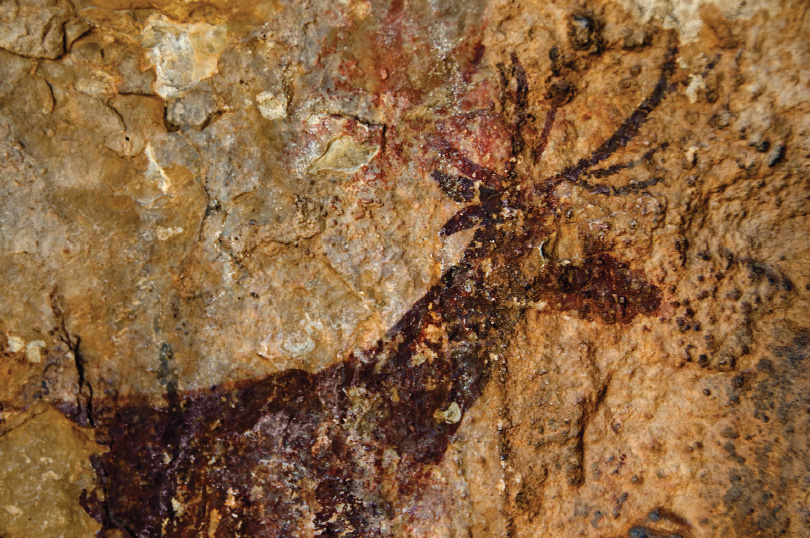
Grotte de Tortosilla

- Communauté valencienne : 301 sites. 
  - Province d'Alicante : 130 sites.
  - Province de Castellón : 102 sites.
  - Province de Valence : 69 sites.
    - Abrigo de la Quebrada
    - Abrigo de Tortosilla

- Région de Murcie : 72 sites.

- Castille-La Manche : 93 sites.
  - Province d'Albacete : 79 sites.
  - Province de Cuenca : 12 sites.
  - Province de Guadalajara : 2 sites.

- Andalousie : 69 sites.
  - Province de Jaén : 42 sites.
  - Province d'Almería : 25 sites. Article détaillé : Art rupestre du bassin méditerranéen de la péninsule Ibérique à Almería
  - Province de Grenade : 2 sites.

La Commission de la Culture du Parlement d'Andalousie a approuvé le 25 mai 2006 la demande de rattachement de l'art rupestre des provinces de Málaga et de Cádiz à l'ensemble de l'art rupestre du bassin méditerranéen de la péninsule Ibérique.

## Galerie

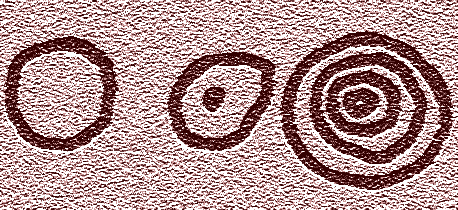
Pétroglyphes.
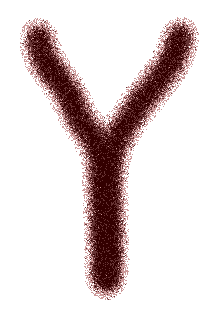
Anthropomorphe en Y.
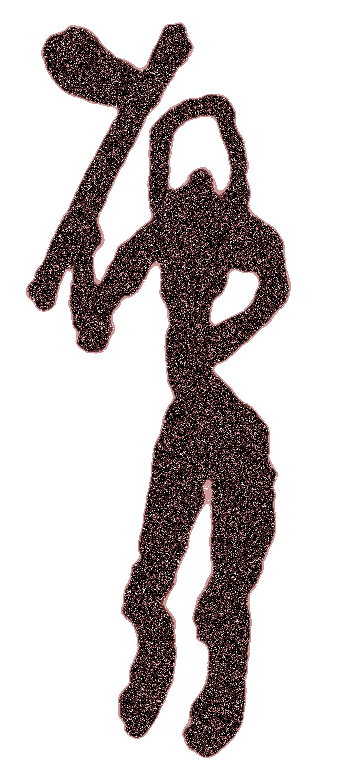
Homme à la hache.
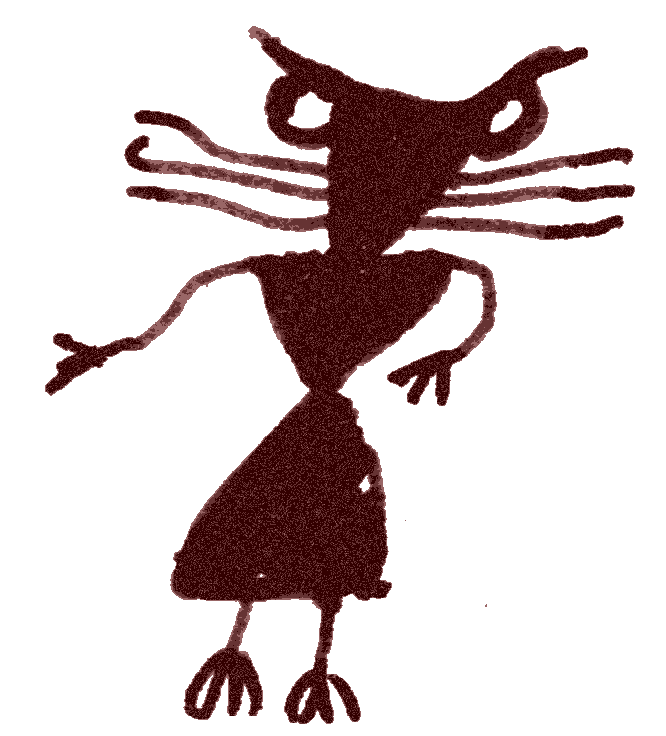
Figure féminine ? (Despeñaperros-Jaén)
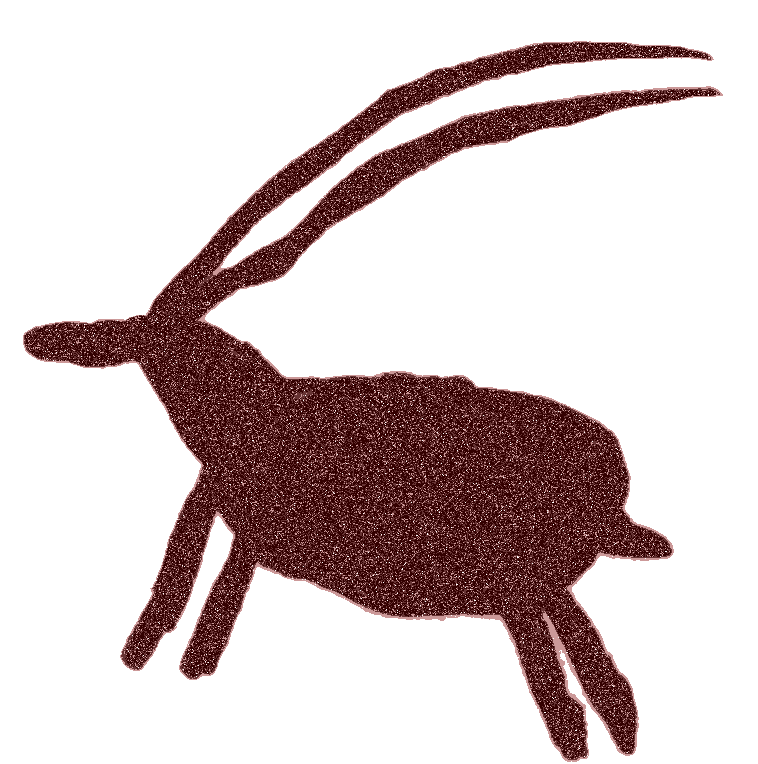
Chèvre.
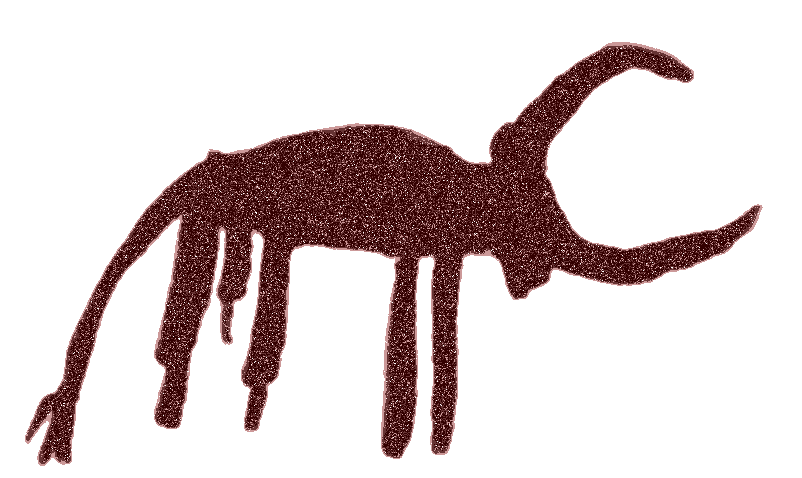
Bœuf.
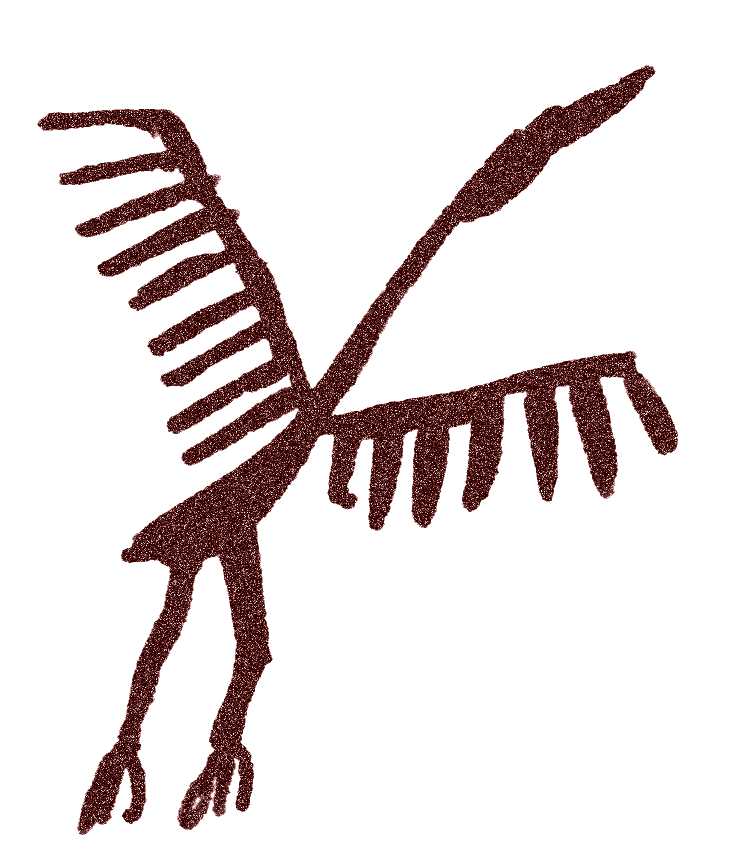
Cigogne.
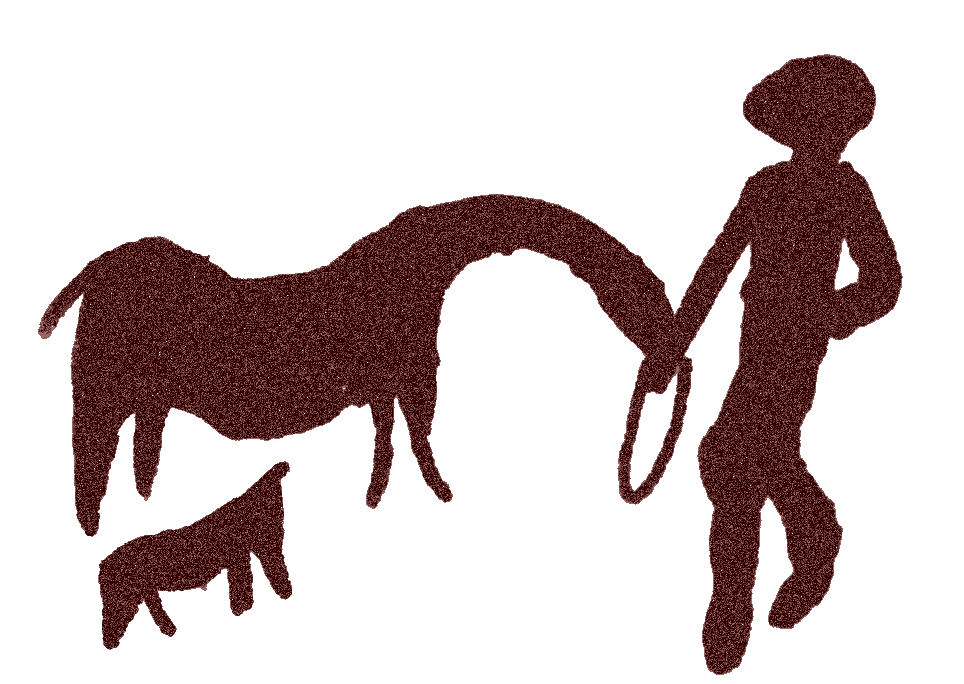
Cheval